# Albert Reynolds
Albert Reynolds, irl. Ailbhe Mac Raghnaill (ur. 3 listopada 1932 w Roosky, zm. 21 sierpnia 2014 w Dublinie) – irlandzki polityk i przedsiębiorca, długoletni parlamentarzysta, minister w różnych resortach, w latach 1992–1994 lider Fianna Fáil i taoiseach.

## Życiorys
Kształcił się w Summerhill College w hrabstwie Sligo. Pracował początkowo w państwowym przedsiębiorstwie transportowym. Wkrótce zajął się jednak prowadzeniem własnej działalności gospodarczej, organizując z sukcesem sale taneczne, a później rozwijając swój biznes również m.in. na fabrykę żywności dla zwierząt domowych.
Zaangażował się w działalność polityczną w ramach Fianna Fáil. W 1974 został radnym hrabstwa Longford. W 1977 po raz pierwszy uzyskał mandat posła do Dáil Éireann. Z powodzeniem ubiegał się o reelekcję w wyborach w 1981, lutym 1982, listopadzie 1982, 1987, 1989, 1992 i 1997, zasiadając w niższej izbie parlamentu do 2002.
Był bliskim współpracownikiem Charlesa Haugheya i ministrem w jego rządach. Od grudnia 1979 do czerwca 1981 pełnił funkcję ministra poczt i telegrafów, od stycznia 1980 będąc również ministrem transportu. Był później ministrem przemysłu i energii (od marca 1982 do grudnia 1982), ministrem przemysłu i handlu (od marca 1987 do listopada 1988) oraz ministrem finansów (od listopada 1988 do listopada 1991).
Ustąpił z ostatniego z tych stanowisk po konflikcie z premierem, którego już w lutym 1992 zastąpił na funkcji lidera partii. W tym samym miesiącu został również w miejsce Charlesa Haugheya nowy taoiseachem, urząd ten sprawował do grudnia 1994. Od lutego 1992 do stycznia 1993 kierował jednocześnie resortem energii, a od listopada do grudnia 1994 resortem spraw zagranicznych. Początkowo rządził w koalicji z Progresywnymi Demokratami, po wyborach z 1992 zawarł koalicję z Partią Pracy. W 1993 wraz z Johnem Majorem podpisał Downing Street Declaration, deklarację zmierzającą do zakończenia konfliktu w Irlandii Północnej. Koalicja z laburzystami rozpadła się w listopadzie 1994, ustąpił w tymże miesiącu z funkcji lidera Fianna Fáil, kończąc w następnym miesiącu urzędowanie jako premier. W 1997 bez powodzenia ubiegał się o prezydencką nominację swojej formacji.

## Życie prywatne
Był żonaty z Kathleen (1932–2021), miał z nią dwóch synów i pięć córek. W ostatnich latach życia cierpiał na chorobę Alzheimera.
Zmarł 21 sierpnia 2014. Pogrzeb odbył się 25 sierpnia 2014 w Dublinie.